# Mołstowo (powiat gryficki)
Mołstowo (niem. Molstow) – wieś sołecka w Polsce położona w województwie zachodniopomorskim, w powiecie gryfickim, w gminie Brojce. Wieś jest siedzibą sołectwa Mołstowo, w skład którego wchodzą jeszcze Cieszyce i Mołstówko.
Według danych gminy z 5 czerwca 2009 wieś  miała 120 mieszkańców.

## Położenie
Mołstowo leży ok. 4 km na północ od Brojc, ok. 13 km na południe od Trzebiatowa i ok. 16 km na północny wschód od Gryfic, przy skrzyżowaniu dróg z Brojc, Trzebiatowa i Dargosławia.

## Historia
Pierwsze wzmianki o Malstowe pochodzą z 1224 r., gdy księżna pomorska Anastazja, powołując do życia klasztor norbertanek w Białobokach koło Trzebiatowa przekazała im we władanie m.in. dzisiejsze Mołstowo. W 1310 r. książę wołogoski Warcisław IV nadał Trzebiatowowi niezależność i ustanowił aż do wsi Mołstowo obszar z nieograniczonym prawem własności do wyłącznej dyspozycji miasta Trzebiatów. W 1467 r. właścicielem wsi został Jost Wacholt, przodek rodu von Wachholz, który w 1473 r. ostatecznie wykupił od zakonników z Białoboków dzierżawione tereny. Po pokoju westfalskim i podziale księstwa pomorskiego wieś wchodziła w skład Brandenburgii, potem Prus i Niemiec. Pod koniec XVIII w. Wachholzowie sprzedali miejscowość majorowi von Laurens. W 1866 r. majątek przejął ród von Blittersdorff, który władał tymi terenami aż do 1945 r. W 1910 r. wieś liczyła 186 mieszkańców. W tym czasie Mołstowo, należące do powiatu gryfickiego, był siedzibą okręgu (Amt) i wchodziło w skład parafii ewangelickiej w Bielikowie. Od 1945 r. w granicach Polski. W latach 1946–1998 miejscowość administracyjnie należała do województwa szczecińskiego.

## Zabytki
- park dworski, z pierwszej połowy XIX, nr rej.: A-1624z 5.07.1958

## Transport
Przez Mołstowo przebiegają linie autobusowe do Gryfic, Trzebiatowa i Brojc.

## Osoby związane z Mołstowem
- Rita von Gaudecker (1879 - 1968) – niemiecka pisarka i działaczka społeczna, urodzona 14.04.1879 r. w Mołstowie